# باستان‌شناسی نجات
باستان‌شناسی نجات به برنامه‌های کاوش باستان‌شناسی دولتی گفته می‌شود که پیش از آغاز پروژه‌های ساخت‌وساز در منطقه‌ای به منظور بازیابی و نجات اشیای باستانی پیش از دفن آن‌ها در زیر پروژه عمرانی انجام می‌شود.
به باستان‌شناسی نجات، باستان‌شناسی پیمان‌نامه‌ای هم گفته می‌شود. باستان‌شناسی نجات یا پیمان‌نامه‌ای به صورت برنامه‌های قراردادی است که زیر نظر یا با حمایت دولت و نهادهای قانونی دیگر در هنگام عملیات عمرانی، مانند ساختن بزرگراه‌ها و سدها و گسترش فضاهای شهری، انجام می‌شود. نام‌های دیگری که به این نوع از باستان‌شناسی داده شده عبارتند از باستان‌شناسی پیشگیرانه، باستان‌شناسی توافقی، و باستان‌شناسی تجاری.
گاه پیش آمده که باستان‌شناسان پس از آگاهی از خطر وقوع جنگ در منطقه‌ای برنامه کاوش سریع در آن منطقه را به اجرا گذاشته‌اند که این حالت نیز از موارد باستان‌شناسی نجات است. از تفاوت‌های باستان‌شناسی نجات با باستان‌شناسی معمولی یکی همین سرعت بیشتر کار کاوش در باستان‌شناسی نجات است.